# Уједињене провинције Рио де ла Плате
Уједињене провинције Рио де ла Плате (шп. Provincias Unidas del Río de la Plata) држава је која је настала у току процеса борбе за независност Латинске Америке и тада обухватала територије данашње Аргентине, Уругваја и данашњег боливијског департмана Тариха. Независност је проглашена 9. јула 1816. и ова држава је постојала до 1830. Ово име се такође сматра старим именом данашње Републике Аргентине.
Од 1776. године, територије јужног дела Вицекраљевства Перуа (осим Генералне капетаније Чиле), прешле су у састав Вицекраљевства Рио де ла Плата. Године 1810. народ Буенос Ајреса започео је Мајску револуцију, срушио и избацио вицекраља, те прогласио Прву патриотску хунту, састављену углавном од креола — која је била зачетак борбе за независност против Шпаније (1810—1824).
Након проглашења независности 1816. године, ова територија усваја ново име: Уједињене провинције Јужне Америке (шп. Provincias Unidas en Sud América).